# Monteforte Irpino
Monteforte Irpino är en ort och kommun i provinsen Avellino i regionen Kampanien i Italien. Kommunen hade 11 307 invånare (2022).